# 푀클라브루크군

푀클라브루크군의 위치

푀클라브루크군(독일어: Bezirk Vöcklabruck)은 오스트리아 오버외스터라이히주에 위치한 군으로 행정 중심지는 푀클라브루크이며 면적은 1,084.3km2, 인구는 126,599명(2001년 기준), 인구 밀도는 120명/km2이다. 북서쪽으로는 브라우나우암인군, 북쪽으로는 리트임크라이스군, 그리스키르헨군, 북동쪽으로는 벨스란트군, 동쪽으로는 그문덴군, 남쪽과 서쪽으로는 잘츠부르크주 잘츠부르크움게붕군과 접한다.

## 하위 행정 구역
3개 도시, 13개 시장도시, 36개 일반 시를 관할한다.
- 도시
  - 아트낭푸흐하임(Attnang-Puchheim)
  - 슈바넨슈타트(Schwanenstadt)
  - 푀클라브루크(Vöcklabruck)
- 시장도시
  - 암플방임하우스루크발트(Ampflwang im Hausruckwald)
  - 프랑켄부르크암하우스루크(Frankenburg am Hausruck)
  - 프랑켄마르크트(Frankenmarkt)
  - 렌칭(Lenzing)
  - 몬트제(Mondsee)
  - 오트낭암하우스루크(Ottnang am Hausruck)
  - 레가우(Regau)
  - 쇠르플링암아터제(Schörfling am Attersee)
  - 제발헨암아터제(Seewalchen am Attersee)
  - 장크트게오르겐임아터가우(St. Georgen im Attergau)
  - 티멜캄(Timelkam)
  - 푀클라마르크트(Vöcklamarkt)
  - 볼프제크암하우스루크(Wolfsegg am Hausruck)
- 일반 시
  - 아터제암아터제(Attersee am Attersee)
  - 아츠바흐(Atzbach)
  - 아우라흐암홍가르(Aurach am Hongar)
  - 베르크임아터가우(Berg im Attergau)
  - 데셀브룬(Desselbrunn)
  - 포르나흐(Fornach)
  - 감페른(Gampern)
  - 이너슈반트암몬트제(Innerschwand am Mondsee)
  - 마닝(Manning)
  - 노이키르헨안데어푀클라(Neukirchen an der Vöckla)
  - 니더탈하임(Niederthalheim)
  - 누스도르프암아터제(Nußdorf am Attersee)
  - 오버호펜암이르제(Oberhofen am Irrsee)
  - 오베른도르프바이슈바넨슈타트(Oberndorf bei Schwanenstadt)
  - 오버방(Oberwang)
  - 파핑(Pfaffing)
  - 필스바흐(Pilsbach)
  - 피첸베르크(Pitzenberg)
  - 푄도르프(Pöndorf)
  - 푸흐키르헨암트라트베르크(Puchkirchen am Trattberg)
  - 퓌레트(Pühret)
  - 레들라이텐(Redleiten)
  - 레들함(Redlham)
  - 뤼스토르프(Rüstorf)
  - 루첸함(Rutzenham)
  - 슐라트(Schlatt)
  - 장크트로렌츠(St. Lorenz)
  - 슈타인바흐암아터제(Steinbach am Attersee)
  - 슈트라스임아터가우(Straß im Attergau)
  - 티프그라벤(Tiefgraben)
  - 웅게나흐(Ungenach)
  - 운터라흐암아터제(Unterach am Attersee)
  - 바이센키르헨임아터가우(Weißenkirchen im Attergau)
  - 바이레크암아터제(Weyregg am Attersee)
  - 첼암모스(Zell am Moos)
  - 첼암페텐피르스트(Zell am Pettenfirst)